# Шаме, Нассер
Нассер Шаме (фр. Nasser Chamed; род. 4 октября 1993, Лион) — коморский футболист, правый нападающий клуба «Киндия Тырговиште». Бывший игрок сборной Комор.

## Клубная карьера
Нассер Шаме начал свою карьеру академиях «Олимпика Лиона», «КАСКОЛ Уллинс» и «Шатору».
1 июля 2012 года Нассер дебютировал за основной состав «Шатору», параллельно он играх и за резервную команду клуба.
18 июля 2015 года футболист присоеденился к «Ниму». Он также играл и за резервный состав клуба.
11 октября 2017 года Шаме перешёл в «Газ Метан».
В марте 2022 года коморец подписал контракт с «Киндией Тырговиште».

## Международная карьера
В мае 2014 года Нассера Шаме был вызван в сборную Комор. Дебютировал за сборную 13 июня 2015 года в матче квалификации Кубка африканских Наций 2017 против Буркина-Фасо.